# Lista de representantes permanentes da França nas Nações Unidas
Esta é uma lista de representantes permanentes da França, ou outros chefes de missão, junto da Organização das Nações Unidas em Nova Iorque.
A França foi um dos Estados fundadores das Nações Unidas e é membro desde 24 de outubro de 1945.
| Início | Término | Representante permanente (Chefe de missão) | Cargo                    | Credenciais |
| ------ | ------- | ------------------------------------------ | ------------------------ | ----------- |
| 1946   | 1949    | Alexandre Parodi                           | Representante permanente |             |
| 1949   | 1952    | Jean Chauvel                               | Representante permanente |             |
| 1952   | 1955    | Henri Hoppenot                             | Representante permanente |             |
| 1955   | 1956    | Hervé Alphand                              | Representante permanente |             |
| 1956   | 1956    | Bernard Cornut-Gentille                    | Representante permanente |             |
| 1956   | 1959    | Guillaume Georges-Picot                    | Representante permanente |             |
| 1959   | 1962    | Armand Bérard                              | Representante permanente |             |
| 1962   | 1967    | Roger Seydoux                              | Representante permanente |             |
| 1967   | 1970    | Armand Bérard                              | Representante permanente |             |
| 1970   | 1972    | Jacques Kosciusko-Morizet                  | Representante permanente |             |
| 1972   | 1976    | Louis de Guiringaud                        | Representante permanente |             |
| 1976   | 1981    | Jacques Leprette                           | Representante permanente |             |
| 1982   | 1984    | Luc de Nanteuil                            | Representante permanente |             |
| 1984   | 1987    | Claude de Kémoularia                       | Representante permanente |             |
| 1987   | 1991    | Pierre Louis Blanc                         | Representante permanente |             |
| 1991   | 1995    | Jean-Bernard Mérimée                       | Representante permanente |             |
| 1995   | 1999    | Alain Dejammet                             | Representante permanente |             |
| 2000   | 2002    | Jean-David Levitte                         | Representante permanente | 2000-03-20  |
| 2002   | 2007    | Jean-Marc de La Sablière                   | Representante permanente | 2002-12-03  |
| 2007   | 2009    | Jean-Maurice Ripert                        | Representante permanente | 2007-08-16  |
| 2009   | 2014    | Gérard Araud                               | Representante permanente | 2009-09-10  |
| 2014   | atual   | François Delattre                          | Representante permanente | 2014-09-04  |